# 鉄道員 (小説)
『鉄道員』（ぽっぽや）は、浅田次郎の短編小説。『小説すばる』平成7年（1995年）11月号に掲載され、後に同名の短編集にまとめられ、1997年4月に集英社から刊行された。
廃線寸前の鉄道の駅を実直に守る駅長。幼い娘、妻を亡くした孤独な彼の前に起こった優しい奇跡の物語。
本項では映画版やドラマ版、漫画版についても記述する。

## 概要
廃線を間近にした、北海道の元運炭路線であるローカル線の駅長に訪れる幸福を描いた作品。第16回日本冒険小説協会大賞特別賞。短編集は第117回直木賞受賞作で、140万部を売り上げるベストセラーとなった。
また、1999年に降旗康男監督、高倉健主演により映画化され、第23回日本アカデミー賞（2000年3月）の最優秀作品賞、最優秀主演男優賞など主要部門をほぼ独占した。
浅田次郎は、「散歩しているときに、あの（鉄道員の）ストーリー全部が一瞬にして頭の中に降って来た」と語っている。

### 収録作品
- 鉄道員（ぽっぽや）（『小説すばる』1995年11月号）
- ラブ・レター（『オール讀物』1996年3月号）
- 悪魔（『オール讀物』1995年11月号）
- 角筈にて（『小説すばる』1996年9月号）
- 伽羅（『小説すばる』1996年11月号）
- うらぼんえ（『小説すばる』1996年5月号）
- ろくでなしのサンタ（『小説新潮』1997年1月号）
- オリヲン座からの招待状（『小説すばる』1997年1月号）

## あらすじ
主人公の佐藤乙松（さとうおとまつ）は、道央（十勝・空知と推測されるが、あくまで架空）にある廃止寸前のローカル線「幌舞線（ほろまいせん）」の終着駅・幌舞駅の駅長である。鉄道員一筋に生きてきた彼も定年退職の年を迎え、また同時に彼が働く幌舞駅も路線とともに廃止の時を迎えようとしていた。彼は生まれたばかりの一人娘を病気で失い、また妻にも先立たれ、孤独な生活を送っていた。
雪の正月、彼のもとに真っ赤なランドセルを背負った少女が現れ、人形を忘れて帰る。それは、彼に訪れた奇蹟の始まりだった。

## 書籍
- 「鉄道員（ぽっぽや）」 集英社 初版1997年4月 ISBN 4087742628
- 「鉄道員（ぽっぽや）」 集英社文庫 初版2000年3月 ISBN 4087471713
- 「鉄道員、ラブ・レター」 集英社CDブック 初版1998年2月 ISBN 408901140X
  - 下記ラジオドラマ収録作品
- 「鉄道員（ぽっぽや）」 集英社みらい文庫 初版2013年12月 ISBN 408321189X

## ラジオドラマ
- 1997年10月17日に、『浅田次郎ワールド・鉄道員「ラブ・レター」』として文化放送でラジオドラマ化された[1]。キャストは下條アトム、菅野美穂、松田洋治ほか。翌1998年2月、集英社よりCDブックが発売された。
- 1997年11月23日から12月14日には、NHKラジオ第1放送「日曜名作座」枠にて『浅田次郎短編集＂鉄道員（ぽっぽや）＂』として「鉄道員」「うらぼんえ」「角筈にて」「オリヲン座からの招待状」の4編が放送された（全4回）[2][3][4][5]。出演は森繁久彌と加藤道子。

## 映画

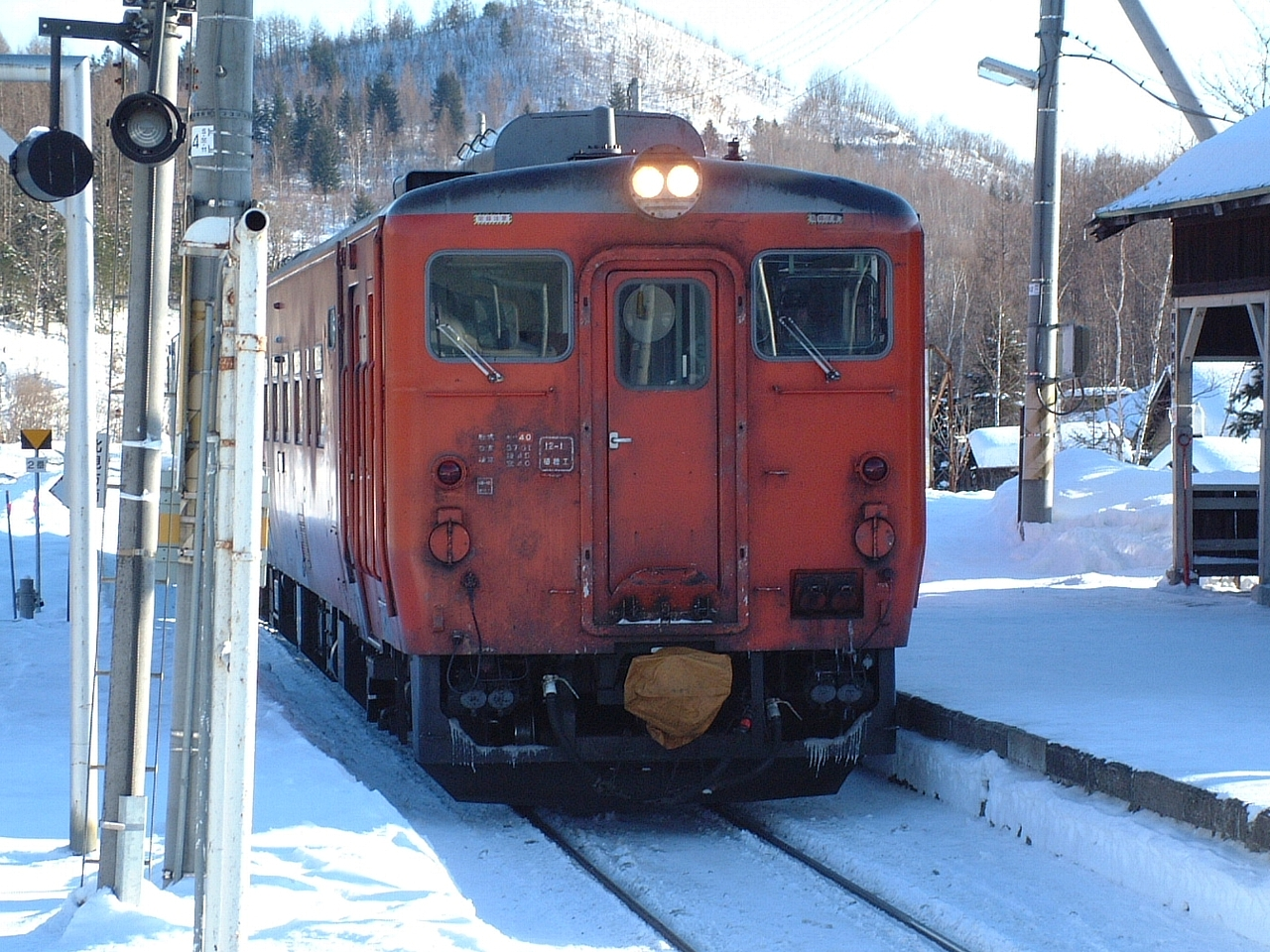
「鉄道員（ぽっぽや）」の撮影に使用されたキハ40 764 2005年1月9日 石北本線金華駅にて

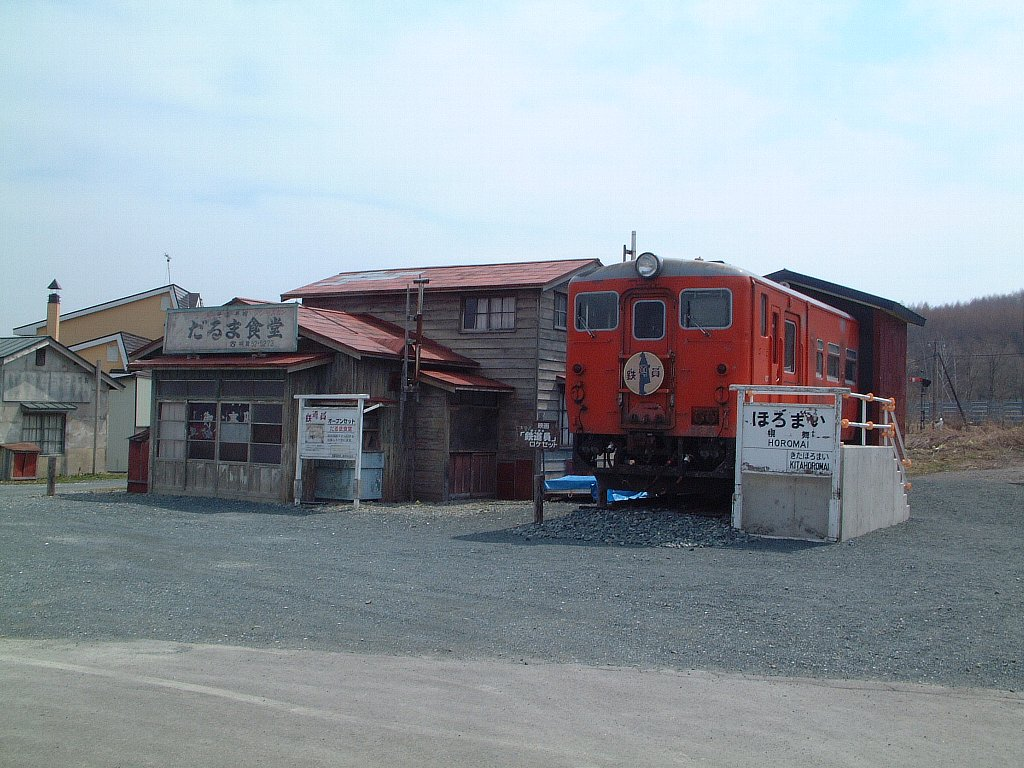
「鉄道員（ぽっぽや）」の撮影に使用されただるま食堂の建物と、キハ40 764の保存車体 2007年5月4日 根室本線幾寅駅前にて

1999年（平成11年）6月5日公開。高倉健が『動乱』以来19年ぶりに東映映画に出演した作品である。1990年代を象徴するアイドルとして人気絶頂期だった広末涼子との共演や、映画への出演が初めてであった志村けんの起用、高倉とは初共演となる大竹しのぶ、坂本龍一による主題歌なども話題を集めた。
公開時期に放送されていた北海道の駅を舞台とした連続テレビ小説『すずらん』と併せて、JR北海道・JR東日本によるオレンジカードなどの販売、両作の撮影協力を発端にSLすずらん号運転開始という形で北海道で蒸気機関車が復活するといったタイアップも実現した。
映画版は原作のイメージを損なうことなく、より幻想的に創りあげた。本編上の時間軸は、幌舞線の廃止と乙松が退職を迎える寸前の現代の歳末から正月明けにかけてで、加えて乙松が回想する形式で、かつて炭坑の町だった幌舞に暮らしてきた人々にもスポットを当てている。
志村けんは2020年12月公開予定の映画『キネマの神様』に主演予定だったが、クランクインを待たずに急逝した為、ドリフの映画やアニメ映画の吹き替え等を除くと本作が生涯唯一の実写映画出演作となった。
キャッチコピーは「男が守り抜いたのは、小さな駅と、娘への想い。」「1人娘を亡くした日も、愛する妻を亡くした日も、男は駅に立ち続けた…」。

### キャスト
佐藤乙松：高倉健
幌舞線とともに生きてきた鉄道員。蒸気機関車のカマ焚き・機関士を経て、昭和52年（1977年）より幌舞駅長を任じられ、定年を迎える。
「おっかない性格」を自負しているが、鉄道員一筋。常に列車到着時刻を気にかけ、静枝が亡くなっても「ぽっぽや」だからとなかなか涙を見せなかった。
寡黙だが部下や同僚を気遣っており「乙松さん」と慕われている。
佐藤静枝：大竹しのぶ
乙松の妻。乙松とともに駅を支える存在。
身体が弱く、暫く子供に恵まれず、ようやく授かった雪子も亡くす。
雪子の死後しばらく経過した現在より2年前に病死。乙松は雪子の時と同じく仕事から離れられず（交替人員がいなかったことが理由）、最期を看取れなかった。
佐藤雪子
乙松と静枝が結婚後17年を経てようやく授かった一人娘。両親から可愛がられたが、生後わずか2ヶ月で病死。乙松は仕事から離れられず、最期を看取れなかった。
三姉妹：三女（小学校就学前）山田さくや、二女（小学校6年生）谷口紗耶香、長女（高校1年生）広末涼子
ある日幌舞駅のホームに人形を抱えた女児が現れた。彼女が帰った後、当日の勤務を終えた乙松が駅舎に戻ると、なぜか女児の持っていた人形がそこにあった。その夜、夜半過ぎに彼女の姉が人形を受け取りに駅舎を訪れる。彼女は乙松と同じ「佐藤」姓を名乗り、また来ると言って帰ったが、なぜか人形は持ち帰らなかった。
翌日の夕刻、激しい吹雪の中、乙松が駅舎に戻ると、昨日現れた二人の姉が待っていた。彼女はなぜか昔の美寄高校の制服を着ており、「正月休みで遊びに来た」と話した。乙松は三姉妹が近所の円妙寺の住職の孫だと思い込んでいた。しかし、住職からの電話の折に乙松が「お孫さんをすっかり引き留めちまって・・・」と言うと、住職は「娘も孫も帰ってきていない」と答え、乙松は3人の少女の正体を知る。
杉浦仙次：小林稔侍
乙松の同僚。互いに「乙さん」「仙ちゃん」と呼び合う仲。幌舞線の機関士を経て、幌舞線のターミナル駅である美寄駅長に昇進。若い頃は血の気が多かったようだが、今では孫にデレデレしている好々爺。
退職後はトマムのホテル（本編では美寄駅に東京のデパートとJRの合弁でできるとされる駅ビル）へJRのコネで重役待遇で天下りすることになっている。乙松にも勇退後の再就職を誘いに正月に幌舞駅を訪れる。
杉浦明子：田中好子
仙次の妻。仙次から「おっかあ」と呼ばれる。乙松に代わって静枝の最期を仙次と共に看取り、最期を看取れなかった乙松を強く責めていた。
仙次と同じくらい乙松の人柄をよく知り、静枝の亡き後は支えになった。
杉浦秀男：吉岡秀隆
仙次と明子の長男。乙松からは「秀坊」と呼ばれる。幌舞線で高校へ通っていたことから乙松に感謝している。
JR北海道の札幌本社（鉄道事業本部）の事務職。乙松の退職後を案じ、定年後の働き口をJRの中で探すも、どこからも良い返事はもらえずにいる。
内示より早く、乙松へ幌舞線の廃止を電話で伝えた。
杉浦由美：大沢さやか
秀男の妻。
吉岡肇：志村けん
閉山した筑豊の炭鉱から、長期間石炭が掘れるからと幌舞へ移住してきた期間工の炭坑夫。
酒癖の悪さが原因で妻と離婚。離婚後は息子の敏行を連れて幌舞で暮らすが、前述の酒癖の悪さもあり、息子を満足に育てられなかった。
幌舞炭鉱事故で死んだ。
吉岡敏行：松崎駿司（小学生）→加藤敏行：安藤政信
肇の長男。母親が妹を連れて逃げた後は父親との二人暮らしだった。肇の死で孤児となった彼を乙松と静枝が養子にしようと考えたが、静枝が病気がちで難しかったため、代わりに加藤ムネが引取って養子にした。
成長後は料理人となる。北イタリアのボローニャで数年間料理修行をし、帰国後札幌でイタリア料理店「ロコモティーヴァ（イタリア語で機関車の意）」を開店した。
加藤ムネ：奈良岡朋子
幌舞駅前で「だるま食堂」を長く営んでいた。敏行からは「ばっちゃん」と呼ばれる。
肇の死去に伴い、敏行を引き取って育ての母となる。過疎化の影響で客が減ったために食堂を畳んだ。
飯田：中本賢
幌舞の出身で幌舞線の運転士。同線廃線後の生活に不安を感じている。
その他の出演者
- 川口：平田満
- 新村：江藤潤
- 中野：西村譲
- 店員：中原理恵
- 集配人：板東英二
- 牛乳配達：きたろう
- 坑夫：本田博太郎、木下ほうか、田中要次、町田政則、濱近高徳、俊藤光利、吉田祐健、岡田健一郎
- 町長：石橋蓮司
- 運転士：小林滋央、古井榮一
- 坑夫の遺族：有安多佳子、工藤公馨
- 国鉄職員：高月忠、飯島大介、城後光義
- 観光客：本田大輔

### スタッフ
- 監督：降旗康男
- 脚本：岩間芳樹、降旗康男
- 音楽：国吉良一
- 撮影：木村大作
- 録音：紅谷愃一
- 照明：渡辺三雄
- 美術：福澤勝広
- 編集：西東清明
- 助監督：佐々部清、瀧本智行、高橋浩、金丸雄一
- 記録：石山久美子
- 別班撮影：佐光朗
- 音響効果：齋藤昌利、早川隆彦
- 選曲：薄井洋明、浅梨なおこ
- 技斗：二家本辰巳
- VFXスーパーバイザー：根岸誠
- 制作管理：生田篤
- 現像：東映化学
- 撮影協力：ほべつ銀河鉄道の里づくり委員会、赤平市、滝川市、追分町、占冠村、三笠鉄道記念館、夕張市石炭博物館、住友石炭鉱業、北海道放送、大井川鐵道　ほか
- 企画協力：大沢清孝
- 製作者：高岩淡
- 製作委員：広瀬道貞（テレビ朝日）、西條温（住友商事）、玉村輝雄（集英社）、菅徹夫（日本出版販売）、岩田吉夫（朝日新聞）、日高康（高倉プロモーション）、後藤亘（エフエム東京）、植村伴次郎（東北新社）、佐藤雅夫（東映）
- 企画：坂上順、神村謙二、御厨敏雄、後藤広喜
- プロデュース：石川通生、進藤淳一、角田朝雄、木村純一
- 製作：「鉄道員」製作委員会 （東映、テレビ朝日、住友商事、集英社、日本出版販売、朝日新聞社、高倉プロモーション、TOKYO FM、東北新社）

### 主題歌
- 鉄道員（TETSUDOIN）- 歌：坂本美雨

#### 概要
東映配給の映画『鉄道員』(ぽっぽや) 主題歌。”坂本龍一 featuring Sister M” 名義でリリースされた「The Other Side of Love」に続いてリリースされた作品で、坂本美雨名義としては初のシングルとなる。作曲・編曲は坂本龍一。作詞は奥田民生が担当している。

#### 収録曲
| 全作詞: 奥田民生、全作曲・編曲: 坂本龍一。 |                         |          |            |
| #                                          | タイトル                | 作詞     | 作曲・編曲 |
| 1.                                         | 「鉄道員」              | 奥田民生 | 坂本龍一   |
| 2.                                         | 「鉄道員」(Chamber mix) | 奥田民生 | 坂本龍一   |
| 3.                                         | 「鉄道員」(Instrument)  | 奥田民生 | 坂本龍一   |

### 挿入歌
- 鉄道員の歌（作詞：降旗康男 作曲：佐藤準）
- テネシーワルツ（静枝がハミングする曲）
- サウスポー（歌：ピンク・レディー だるま食堂で流れていた曲）
- 夢は夜ひらく（歌：藤圭子 泥酔した吉岡肇が乙松と仙次に介抱されながら歌っていた曲）

### 協力
- 北海道
- JR東日本
- JR北海道
- ジェイアール東日本企画
- 雪印乳業
- 日本エアシステム
- 全国FM放送協議会
- 北海道南富良野町
- アルファリゾート・トマム
- 小林酒造
- 大井川鐵道
- 第一ゴム株式会社

### 製作
原作の直木賞受賞により、映像化の動きに火が付き、映画化には15社が手を挙げ、獲得競争が激しかった。特に松竹も映画化を決定していたといわれる。高倉健と長く苦楽を共にした東映東京撮影所（以下、東映東京）の撮影技師が定年を迎え、「どうしてももう一度健さんと仕事をしたい」と訴え、それは東映東京の多くのスタッフにとっても総意であり、東映東京所長の坂上順に申し出て1997年春企画が動き出した。岡田裕介によれば、企画を出したのは撮影技師ではなく、東映東京の企画営業スタッフ次長・石川通生で、石川が東映東京の映像開発室プロデューサー・山本八洲男の協力を得て企画書を提出したという。また、企画の提出は通常業務で、健さんの東映復帰を要請するアプローチは社内に何人かからあったようだ、とも述べている。
59歳になり定年が近づいていた坂上は、日本映画逆風の中、撮影所での映画作りを復活させたいと考え、これが最後の仕事という意気込みで製作に挑んだ。1997年夏頃の企画会議では乙松役は高倉しかいないという意見が大勢ではあったが、乙松／仙次コンビは『蒲田行進曲』の風間杜夫・平田満コンビを推す意見もあった。1997年秋過ぎに監督・降旗康男、脚本・岩間芳樹が決まったことから、高倉の出演が映画化の絶対条件という流れになり、浅田次郎も映画になるなら主人公は高倉に演じて欲しかったとされたため、高倉さえ承諾してくれれば、すんなり東映で映画化出来る状況にはあった。オフィシャルな形での出演交渉はシナリオ脱稿後でないと出来ず、岩間シナリオは9ヵ月改稿を重ね、1998年8月に完成。しかし高倉はしょぼくれた駅員役に出演を渋ったといわれる。すんなりはいかなかったが、東映東京のスタッフたちの熱い思いから、1998年9月、降旗邸で降旗、坂上、高倉が顔を合わせ、高倉が正式に出演を承諾した。高倉が出演を承諾してくれたことで、監督・降旗、脚本・岩間、撮影・木村大作と仕事人を集結させ、浅田に企画書を提出し、浅田から映画化権を獲得した。邦画メジャー三社は1990年代に入ると自社主導で製作する映画をめっきり減らし、メガヒットの製作母体は邦画メジャーの手を離れていた。このため、映画化を画策しなかった東宝が、東映の自社製作の大作の動向に強い関心を持った。本作にも出演する広末涼子は東宝製作の『秘密』に早くから出演が決まっていたが、東映の製作の根を刈ってはならないと配慮し、また東映の動向が東宝自体にも跳ね返ってくるという計算があり、広末のキャスト発表を遅らせた。松竹も同じように狙っていた本作の映画化権を東映に取られたため、本作と同じ短編集に収録されていた『ラブ・レター』を『鉄道員』より先に映画化してやれ、と慌てて『ラブ・レター』を製作している。
降旗は「最初、東映とは別の会社から、原作権を取る段階で名前を貸してくれって電話をもらい、その後、東映が原作権を取って正式に話が来たんです。でも原作は短編ですし、映画化するには長さが足りるかとか、今時このような駅はどこにあるんだろうとか、全部セットを作ると大変な金がかかるなあとか考え、前途多難だなと思い、東映に『覚悟なさってるんですか』と聞いたら、『当然です』と言われたから「じゃあやりましょう」と返事した」と述べている。
東映会長の岡田茂は「降旗君が来てどうしてもやらせてくれ、成功すると言うので、高倉君は彼とは盟友だから、高倉君はノってるのかと聞いたら、僕が口説きますというので製作させた」と述べている。
高倉は「『鉄道員』の話をお受けすることになったのは、坂上君が動いたからです。動機ははっきり言って、それだけでしたね。それとまだぼくがやると決めていないころ、木村大作が駅を探して北海道中を車で駆けまわっていたこともあとで聞いたんです。それを記事で知ったんです。決して本人は言いませんから。えー、そんなことがあったのかと。それがボディに効いてくるんですよね」などと述べている。

#### 脚本
坂上は高倉主演・降旗監督のコンビには既に打診し、承諾はまだもらっていない段階の1997年夏、脚本の岩間芳樹に執筆を依頼。岩間の北海道を舞台にした作品や定年を書いた幾つかのテレビドラマを観て、本作にマッチするものと判断しての依頼で岩間は快諾した。岩間は東北地方の出身で若い頃から北海道を舞台にした作品を多数書いていた。この際坂上から主人公に日本の戦後史を重ねたいと依頼があった。岩間は主演が高倉とまだ聞いていなかったが、脚本段階で高倉をイメージしてホンを書いた。降旗との最初の打ち合わせで、原作の短編を拡げる作業として岩間が戦後の北海道史にまで拡げたいと提案し、降旗が日本の戦後史でもいいんじゃないかと返答した。ところが岩間が書いた第一稿には、ある鉄道員の一代記のような面が強く感じられたため、降旗はこれでは回想シーンがこんがらがって困るので、2人の鉄道マンの2、3日の話にした方がいいと提案したため、全編回想シーンの連続のような構成になった。シナリオ執筆は1997年11月から3ヶ月かけ、第一稿を書いたが、高倉の出演がこのシナリオにかかっていることから、この後降旗と第6稿まで改稿を重ね1998年8月に完成。高倉は第6稿まで全てに目を通した。

#### 製作費
最初は協賛出資者は、東映とテレビ朝日、高倉プロモーションの3社だったが、そこへ朝日新聞、東北新社、住友商事、FM東京、日販、集英社も出資することとなり、結局9社の出資になった。出資額はテレビ朝日・住友商事（各7,000万円）、集英社（5,000万円）、日販（3,000万円）、朝日新聞・高倉プロ・FM東京・東北新社（各2,000万円）。東映が残り半分の3億円を出資した。総製作費5億5,000万円。宣伝展開を含むと実質15億円規模の物量投入。東映社長の高岩淡は「直接製作費が5億円で間接費は東映が出します。なぜ出資してもらうかというと、出資者はみんな必死になって宣伝してくれるからです。前売り券を各社に負担してもらいますが、東映社内だけでこれまで最多の70万枚を受け持っています。岡田会長からは目標30億と号令を掛けられています」等と述べている。大高宏雄は「直接製作費6億円を東映一社で全額出資は出来ず、製作委員会という形はとってはいないが、製作委員として名を連ねる企業が各2000万～7000万を出資した。特に朝日新聞社とテレビ朝日、新聞やテレビで全面的にバックアップし大きな援護射撃となった」等と述べている。

#### 製作会見
1998年10月末、「高倉健主演で『鉄道員（ぽっぽや）』が映画化」とマスメディアが一斉に報じた。1998年12月18日に帝国ホテルで製作発表会見があり、高岩淡、浅田次郎、降旗康男、高倉健、大竹しのぶ、小林稔侍、広末涼子らが出席。高倉は「すばらしい原作、すばらしいスタッフ、キャスト、故郷の東映東京撮影所……。先日、20年ぶりに衣装合わせに行って感慨無量になったのですが………。えーすいません……一生懸命…燃焼しようと思っています」と途中で言葉を詰まらせながら話した。途切れ途切れの高倉の言葉に会場いっぱいに詰めかけた報道陣および関係者は、高倉の言葉の行間の思いを馳せながら次の言葉を待った。高倉は本作まで201本の映画に出演し、うち138本が東映作品。1980年の『動乱』以来の東映出演となった。高倉は映画も5年ぶりで、最後に「映画俳優というのは映画を撮っていなければ、何を言っても虚しいんだなと感じた。持っているエネルギーを映像に燃焼したい」と話した。夫婦の回想場面で使われる「テネシーワルツ」は高倉からの提案。正式に採用が決まると高倉は「ええっ、困っちゃったなあ、言わなきゃよかった」と言ったが、押し切った。

### ロケハン
木村は『おもちゃ』の撮影が盆休みの間、1998年夏に北海道をロケハン。高倉はまだ出演を迷っていた頃だったが、高倉の返事を待ってからでは手遅れになると判断し、イメージに合う駅を探し歩いた。『駅 STATION』で使った上砂川駅など、いい駅はあっても廃線で線路がなく、行ってみたら工事中だったり、駅舎からホームから線路から全部のセットを作ると製作費が莫大になってしまうため、もう企画は潰れるのではないかと諦めかけたとき、根室本線幾寅駅を見つけた。当地は背後にスキー場が迫り、周りの建物も多く、カメラを向けられる方向は限定されるが、雪に覆われた墓地の情感などがよいことが決め手になったという。
話にアルファリゾート・トマムが絡んでいるのは、幾寅には国民宿舎などはあるが高倉を長期に泊めさせられないため、「高倉をアルファリゾート・トマムに宿泊させて製作に入れたら、タダにしてもらえないか」と交渉したら、「半額にします」と言われたためである。 

#### 撮影
撮影に使用されたキハ40形には、苗穂工場で画面でのイメージに合わせ塗装を施した。乙松が駅長を務める「幌舞駅」は、幾寅駅を改造して撮影された。駅前の床屋とだるま食堂などを建設し、駅の周りのコンクリートの電柱を全て木製に変え、模擬の腕木式信号機や車止めを設置するなどの細工が施されていた。オープンセットの製作費は1億円。1999年1月11日、当地でクランクイン。日中は10分から20分おきに列車が入るため、12時から14時までの最も運転間隔の長い2時間に全てをかける撮影で、他の時間はリハーサルに費やした。また幾寅駅は終着駅ではなく、根室本線の途中駅であるため、列車が駅を出たら線路わきにスタンバイする20人以上のスタッフが一気に線路に雪を積み上げ、撮影用の車止めを設置し、終着駅のように見せた。幾寅ロケは1999年1月30日まで行われた。
本線と幌舞線が分岐するターミナル駅の「美寄駅」は滝川駅が使用され、撮影は1999年1月15日から行われた。同日夜、佐藤乙松（高倉）が生まれた子供のために人形を買うシーンの撮影があり、滝川市の繁華街にあるお茶屋をおもちゃ屋に改装して撮影が行われた。周囲には高倉を一目見ようともの凄い数の人が集まった。この撮影で東映アニメーション社長の泊懋が現場に訪れ、「43年前の初仕事が高倉さんの映画でカチンコを打った、また打たせて欲しい」と助監督からカチンコを受け取り、緊張した面持ちでカチンコを打った。また晴れ舞台の如く地元のツッパリがどんどん現場に参集し、スタッフが前面道路の通行止めをしていたが、ツッパリグループの兄貴分と称する特攻服を着た仲間が車で駆け付け、止まらずスタッフを轢いて救急車で運ばれた。この不手際により、撮影終了後に助監督の1人が店の前で木村に凄まじい剣幕で「オマエ、明日、東京に帰れ！」などと怒鳴り散らされ、残っていたギャラリーも驚いていたが、その助監督は翌日も現場に現れ、後に人気監督になった。 
佐々部清は東映の社員ではないものの、フジテレビの『北の国から』の現場に長く就いていたという理由で本作にチーフ助監督として参加したが、雪の中に体を半分埋められる撮影の吹き替えをさせられた。体の下に段ボールを敷くなどの寒さ対策を行った上での撮影だったが、ロングや寄りの撮影等で1時間以上かかり、足跡も付けられないので途中様子を見に行くこともできなかった。時々「大丈夫か？」と大声で声をかけるだけで、次第に返事の声が小さくなり、しまいには応答しなくなった。急いで救出に向かうが呼吸困難を起こし、震えが止まらず死亡する寸前だった。
1日のみ赤平市でもロケがあった。北海道での撮影は3週間だが、この間雪が降ったのは3日間だけ。
- 幾寅駅：幌舞線の終点駅「幌舞駅」として登場。実際は根室本線の途中駅のため、撮影時のみ線路上に模擬の車止めなどを設置した。
- 滝川駅：幌舞線が分岐するターミナル駅「美寄駅」として駅構内などが登場。実際は函館本線から根室本線が分岐する駅。
- 静岡県大井川鐵道：実景撮影を含み、1999年3月上旬の1週間少々[22]、家山駅とC11 227が撮影に使用された[20][32][33]。トンネルから出る機関車を撮影しようとスタッフ10数人で斜面で待機していたところ、雨の日で斜面が滑り、トンネルから出た機関車の風圧で体が煽られ、斜面から滑り落ちて危険な目に遭ったこともあった[32]。高岩は「JR東日本の松田昌士社長以下の全面的なご協力があり、映画用の列車を持って来て、在来線を動かしながら撮影しました。国鉄時代なら考えられません(笑)」と述べている[16]。
- 磐越西線：冒頭のシーンにて登場。D51 498による臨時列車「SL磐梯・会津路号」が走行する様子が撮影された。撮影時のみ、ヘッドマークを外した状態で運行された。

1999年2月10日より東映東京でスタジオ撮影が行われた。待合室や事務室、居間や寝室などを含んだ幌舞駅の駅舎セットを同所に建設し、東映東京で撮影を続け、1999年3月20日にクランクアップ。
高倉健の久しぶりの東映出演と、この時点では最後の東映映画出演になるかもしれなかったことから、撮影中にロケ現場や撮影所に奈村協京都撮影所所長、沢木耕太郎、真田広之、檀ふみ、澤井信一郎、佐藤純彌ら、高倉や東映に縁のある人たちが大勢陣中見舞いに訪れた。
CG処理等時間がかかるため、1999年4月いっぱいで完成予定とされた。

#### 演出
高倉は劇中で「3月で廃線にする」と聞かされた後、土足で走り回ったり、帽子を叩きつけたりする演出にしたいと頼んだが、監督に却下されたと話している。「それまでやった200本のうちの100本以上は、最後は本性を出して、刺青出して、刀を振り回す役で、それが自分には慣れているから、今回の感情を表に出せない役は何か気持ち悪かった」とも述べている。
大竹しのぶは高倉について「高・倉・健！っていう感じ。それしか言いようがない（笑）。男の人が憧れる気持ちも分かります。ふだん現場では、冗談ばかり言っているんですよ。お茶目で、かわいらしい人。でも画面に映るとピリッと変わって、存在の大きさをとても感じます」などと述べた。
広末の出演シーンは東映東京でのラスト4日間のみで、北海道での撮影はなかったが、自分が赤ちゃんだった時のシーンを見るため、幾寅駅を訪れて撮影を見学した。
広末が北海道を訪れた1999年1月24日、南富良野町のロケ現場で記者会見が行われ、全国から100人以上の取材陣が集まった。小林稔侍は「38年前に第10期東映ニューフェイスで東映に入社して、高倉さんにずっと面倒を見てもらった。（ポスターで大トリを務める）こんな日が来るとは思わなかった」などと話した。
志村けんは「映画はザ・ドリフターズ時代には出たことはあるけど、一人で活動するようになってから、シリアスな映画に出るのは初めて。お笑いしかやらないと決めていたけど、大好きな高倉さんの指名と聞いて出演を引き受けた」と話した。
志村演じる炭鉱夫・吉田の炭鉱事故のエピソードは原作にはなく、予算的にロケに行くのは無理だったため、木村のアイデアで東映東京の裏の駐車場に炭鉱のセットを作った。縦坑のみ赤平で実景を撮り、組み合わせた。

#### デジタル処理
当時の日本映画としては画期的な、本編の38％、42分に及ぶデジタル処理を行っている。回想シーンは色を落としてモノクロに近く、袢纏などを範囲指定で赤を残す『シンドラーのリスト』で赤いコートを着た女の子に使った技術を用い、電化区間で撮影したショットは架線を消去した。

### 宣伝
撮影から前売り券販売まで、JR北海道、JR東日本、朝日新聞社、集英社などの大企業の協力が得られた。特に朝日新聞は公開に合わせて号外を出した。東映映画宣伝次長の首藤昇悟がJRの全面協力を取り付け、JRグループ全7社と提携し、全国主要駅にポスターの掲出を実施。一部の私鉄と自衛隊からも提携プロモートを得られた。JR東日本ではみどりの窓口やびゅうプラザで前売り券を販売した。またテレビ朝日、FM東京では特番が放映され、降旗の母校である松本深志高校で行われた生徒との懇談会は、1998年5月27日にNHK朝の情報番組『おはよう日本』で全国放送されるなど、多彩な宣伝プロモーションが行われた。この方式は次の『金融腐蝕列島–呪縛』でも踏襲されたが、これらの多くを指揮したのが1988年に東映入りした岡田裕介で、入社時は製作を担当していたが、岡田茂東映会長の決断により1999年4月付で映画営業部門担当取締役（EP兼企画開発部長）に移動していた。映画界は製作事大主義で、営業が疎かになりがちのための判断であった。岡田裕介はこの後、東映が遅れていたシネマコンプレックス事業を推進した。北海道初のシネコン・札幌シネマフロンティアは、本作の製作過程での坂本眞一JR北海道社長から、岡田へ同所へのシネコン誘致要請がきっかけで生まれたものであった。

### 興行成績
ブロックブッキングの拡大により全国東映系253館で公開され、同時期に放送された同じ北海道のローカル線を舞台にしたNHKの朝ドラ『すずらん』との相乗効果もあり、公開8週間で配収20億5,000万円、興行収入38億円の大ヒットを飛ばした。8週間の後も一部の劇場で夜1回などのロングラン上映が行われた。観客は40代から60代が全体の80％以上で、1997年の『失楽園』よりもさらに年配の客層だった。当時シネコンはまだ黎明期であったが、日本映画として初めて全国のシネコンで上映された。シネコンはシニア層向きでないと分析されていたが、地方ではややその傾向が出た。普段映画を観ない客層が映画館を訪れたため、売店におけるパンフレットやポップコーンなどの売り上げが伸びない現象が起こった。
ゴシップ誌『噂の眞相』での映画会社社員による覆面座談会形式の取材を基にするとした記事では、本作のヒットにより1997年の東映作品『北京原人 Who are you?』の損失をカバーできたという記述がある。
当時はテレビ局や出版社主導の映画製作が日本映画の中心になっていたため、映画会社主導の作品が大ヒットしたのは久しぶりだった。『映画時報』は「ヒットの勝因は、高倉健を古巣東映に呼び戻し、広末涼子の本格的映画初出演など、いろいろな要素が一つに結集した、これからの日本映画をどう作り、どう興行すべきかという一つの指標を示した、また東映がまだちゃんと映画を作る能力を持っていることを証明した」などと評した。大ヒットが確実になったのを見て、長い低迷で苦虫を噛み潰していた東映会長の岡田茂も「天の利や！」と溜飲を下げた。この後、東映としても1999年は本作や『金融腐蝕列島–呪縛』など久しぶりにヒット作が続き、2000年3月期の連結決算で、前期28億6,700万円の赤字から最終損益が7億3,100万円の黒字に転換した。

### 受賞歴
- 第23回日本アカデミー賞[42]
  - 最優秀作品賞
  - 最優秀監督賞：降旗康男
  - 最優秀脚本賞：岩間芳樹・降旗康男
  - 最優秀主演男優賞：高倉健
  - 最優秀主演女優賞：大竹しのぶ
  - 最優秀助演男優賞：小林稔侍
  - 最優秀撮影賞：木村大作
  - 最優秀照明賞：渡辺三雄
  - 最優秀録音賞：紅谷愃一
- 第73回キネマ旬報ベスト・テン
  - 読者選出日本映画ベスト・テン第1位
  - 主演男優賞：高倉健
  - 読者選出日本映画監督賞：降旗康男
- 第54回毎日映画コンクール
  - 日本映画大賞
  - 日本映画ファン賞
  - 女優主演賞：大竹しのぶ（『生きたい』『黒い家』と合わせて）
- 第42回ブルーリボン賞
  - 主演男優賞：高倉健
- 第12回日刊スポーツ映画大賞・石原裕次郎賞
  - 作品賞
  - 主演男優賞：高倉健
  - 新人賞：広末涼子（『秘密』と合わせて）
- 第17回ゴールデングロス賞優秀銀賞、全興連会長特別賞[43]
- 第23回モントリオール世界映画祭男優賞（高倉健）[注 3]

### 作品の評価
麻生千晶は『産経新聞』1999年6月7日付で「高倉健は立ち姿も美しく孤高の人を演じているが、物語自体のどうしようもなく古めかしさに昭和30年代の映画かとみまがうほどだ。テレビドラマの方がまだまだましと言いたいほどの退屈作」などと貶した。

### ビデオ・DVD・Blu-ray
公開半年後の1999年12月10日、東映ビデオよりレンタル開始。112分2秒。価格不明。
2014年10月10日、DVDが東映ビデオより発売。114分。価格3080円。
2017年10月25日、Blu-rayが東映ビデオより発売。112分。価格3850円。

### ロケ地となった路線の現状
映画版における幌舞駅の舞台となった幾寅駅は、2016年の台風被災により同駅を含む根室本線東鹿越駅 - 新得駅間が不通となった。その後も復旧されることなく、2024年3月31日をもって根室本線富良野駅 - 新得駅間は廃止され、幾寅駅も廃駅となった。

## ドラマ
2002年1月1日、テレビ朝日系列の新春スペシャルドラマとして「鉄道員/青春編」が放送された。内容は1964年、炭鉱が斜陽期に差し掛かっていた時代の幌舞を舞台としており、仙次と初代の結婚式に始まって、乙松が映画館窓口係を務めていた静枝と知り合い結ばれる所から、原作と同じ結末を迎えるまでを描いている。ドラマでは、原作のラストにあたる部分に独自の脚色も加えられた。
キャスト
- 佐藤乙松：岸谷五朗
- 静枝：飯島直子
- 鈴木仙次：石黒賢
- 鈴木初代：渡辺満里奈
- 岩切：豊原功補
- 雪子：池脇千鶴
- 消防団長：石倉三郎
- 倉沢清乃：伊藤蘭
- 佐藤国松：いかりや長介
- 佐藤B作
- 笹野高史
- 山口良一 etc.

スタッフ
- 脚本：松原敏春
- 監督：出目昌伸
- プロデューサー：一杉丈夫、松本基弘、中曽根千冶、丸山真哉

## 漫画
映画公開後に講談社『月刊アフタヌーン』1999年9月号にてながやす巧による長編コミカライズとして掲載され、同年に単行本化された。
「ながやす巧 作品集」巻末エッセイでのながやすの弁によれば、原作の単行本刊行時から取材・制作を行っていたものの、全ての原稿が完成してからの掲載となり、時期が映画化後になったとされている。このため、キャラクターデザインは映画版を踏襲しておらず、オリジナルのものである。シナリオは原作に忠実であるが、原作や映画版では端役だった現代の幌舞線の若手運転士である早川の役回りが多くなっている。漫画は原作本来のキハ12形をモデルとして描かれている。
収録本
- 講談社文庫『鉄道員/ラブ・レター』 ISBN 4062748266（2004年6月15日発行、1999年10月6日発行のKCDXを文庫化したもの）
- 講談社『ながやす巧 作品集』ISBN 9784063755602（2008年9月22日、ムック扱い）

## 舞台
2000年版
スタッフ
脚本：八木柊一郎、演出：西川信廣
出演
佐藤乙松：藤田まこと、佐藤静枝：香野百合子、柏木仙次：島田順司、ほか
公演日程
- 【東京】2000年9月2日、かめありリリオホール／同年9月26日、江戸川区総合文化センター／同年10月5日 - 8日、シアターアプル
- 【群馬】2000年9月3日、桐生市市民会館
- 【新潟】2000年9月5日、新井総合文化ホール
- 【宮城】2000年9月6日、岩出山町文化会館／同年9月7日、仙南芸術文化センター
- 【福島】2000年9月10日、福島テルサ
- 【愛媛】2000年9月12日、丹原町文化会館
- 【大阪】2000年9月15日 - 17日、シアタードラマシティ／同年10月1日、摂津市民文化ホール／同年10月3日、すばるホール、
- 【名古屋】2000年9月18日 - 19日、中日劇場
- 【京都】2000年9月21日、京都府丹後文化会館
- 【鹿児島】2000年9月23日、鹿児島県文化センター
- 【静岡】2000年9月27日、アクトシティ浜松／同年9月28日、三島市民文化会館
- 【茨城】2000年9月29日、東海文化センター
- 【兵庫】2000年10月2日、たんば田園交響ホール

2013年版
スタッフ
脚本：北阪昌人・金子りつ子、演出：田中優樹、音楽：ミッキー吉野
出演
佐藤乙松（現在）：勝野洋、佐藤雪子：仲谷明香（AKB48）、佳代：田名部生来（AKB48）、佐藤乙松（青年期）：松原剛志　ほか
公演日程
- 【東京】2013年2月7日 - 10日、日本橋公会堂（日本橋劇場）

### 作品
- 駅 STATION
  - 高倉健（主演）・降旗康男（監督）・木村大作（撮影）のトリオで、北海道各地の駅を舞台にした人間ドラマの日本映画（1981年東宝）。今作までこのトリオによる作品は『夜叉』、『あ・うん』など数作作られている。映画「鉄道員」は、この作品から18年余を経て同じコンビで製作された「北海道内の駅を舞台とした人間ドラマ」である点も注目された。
- 新幹線大爆破
  - 高倉が東映を退社する前に出演した最後の作品。1976年に退社以降、高倉は、1980年の『動乱』や1981年の『野性の証明』など、東映が製作に関わっている作品にも出演しているものの、東宝・松竹系映画を中心に活躍していた。企画プロデューサーに坂上順が携わっており、1999年1月発売されたに同作のLDのライナーノーツに、「『鉄道員』という作品で再び高倉さんと仕事が出来ました―」とコメントしている。
- すずらん
  - 映画公開当時、NHK連続テレビ小説として放送されていた。主人公の一生を炭坑で繁栄衰退した北海道の駅に絡めるという基本プロットが酷似していることから、しばしば「鉄道員」と対比される。ロケは留萌本線の恵比島駅などで行われた。
- ホタル (映画)
  - 高倉の映画「鉄道員」の次回作（2001年、東映映画）。こちらも高倉（主演）・降旗（監督）・木村（撮影）のコンビで製作された。
- GTO (1998年のテレビドラマ)#映画
  - 1999年12月公開の東映映画。映画「鉄道員」とは別編成で撮影・制作されているが、ふるさと銀河線をロケ地とし、出演者やスタッフの一部が「すずらん」と重複しており、「すずらん」と「鉄道員」の要素をより抜いた一面がある。
- 水曜どうでしょう
  - 1999年の企画「ヨーロッパ・リベンジ」で、過酷な旅を終えて帰国する際に、日本航空の航空機内で「鉄道員」が上映されており、感動のあまり一同は号泣した。テレビでのOAでは上映したスクリーンは番組ロゴで潰されていたが、DVD化にあたり許諾を得て、ラストシーン近辺の上映中の機内の様子が収録された。